# Студентське самоврядування
Студентське самоврядування — визначається як самостійна громадська діяльність студентів із реалізації функцій управління ЗВО, яка визначається ними і здійснюється у відповідності до мети та завдань, що стоять перед студентськими колективами.

## Становище в Україні

### Нормативне визначення
Студентське самоврядування у закладі вищої освіти — невід'ємна частина громадського самоврядування, що забезпечує захист прав і інтересів осіб, які навчаються у закладі вищої освіти, й їхню участь в управлінні закладом.
Також його можна тлумачити як самостійну громадську діяльність студентів з реалізації функцій управління закладом вищої освіти, яка визначається ректоратом (адміністрацією), деканатами (відділеннями) та здійснюється студентами згідно з метою й завданнями, які стоять перед студентськими колективами, функціонує з метою забезпечення виконання студентами своїх обов'язків і захисту їхніх прав й сприяє гармонійному розвитку особистості студента, формуванню у нього навичок майбутнього організатора, керівника.
У студентському самоврядуванні беруть участь особи, які навчаються у закладі вищої освіти. Усі такі особи мають рівне право на участь у студентському самоврядуванні. Воно здійснюється особами, які навчаються в вузі:
- безпосередньо;
- через органи студентського самоврядування, що обираються шляхом таємного голосування.

До 10 лютого 2010 р. було дозволено в ЗВО створювати органи студентського самоврядування, що вирішують питання, які належать до їх компетенції, а перелік таких питань погоджувався з керівником вищого навчального закладу.
Органи студентського самоврядування (за чинним законодавством):
- приймають акти, що регламентують їхню організацію та діяльність;
- проводять організаційні, наукові, культурно-масові, спортивні, оздоровчі й інші заходи;
- сприяють працевлаштуванню осіб, які навчаються в вузі;
- розпоряджаються коштами й іншим майном, що знаходяться на їхньому балансі та банківських рахунках;
- виконують інші функції.

За погодженням з органом студентського самоврядування приймається рішення про:
- відрахування осіб, які навчаються в вищому навчальному закладі, та їх поновлення на навчання;
- переведення осіб, які навчаються у вищому навчальному закладі за державним замовленням, на навчання за контрактом за рахунок коштів фізичних і юридичних осіб;
- переведення осіб, які навчаються у вищому навчальному закладі за контрактом за рахунок коштів фізичних і юридичних осіб, на навчання за державним замовленням;
- призначення заступника декана, проректора, які відповідають за роботу із студентами;
- поселення осіб, які навчаються у вищому навчальному закладі, в гуртожиток і виселення з нього;
- затвердження рішень з питань студентських містечок і гуртожитків для проживання осіб, які навчаються в вузі.

Рішення органів студентського самоврядування мали до 10 лютого 2010 р., відповідно до тогочасного чинного законодавства, дорадчий характер.
У своїй діяльності органи студентського самоврядування керуються законодавством, рішеннями спеціально уповноваженого центрального органу виконавчої влади у галузі освіти і науки та відповідного центрального органу виконавчої влади, в підпорядкуванні якого знаходиться вищий навчальний заклад, статутом вищого навчального закладу.
Органи студентського самоврядування вищого навчального закладу мають користуватися всебічною підтримкою і допомогою власника або уповноваженого ним органу в вирішенні питань забезпечення приміщеннями, обладнанням, документацією, коштами за погодженням із керівником закладу. Зокрема, керівник вузу має всебічно сприяти створенню належних умов для діяльності органів студентського самоврядування щодо:
- надання приміщення, меблів, оргтехніки;
- забезпечення телефонним зв'язком, постійним доступом до мережі Інтернет;
- відведення місць для встановлення інформаційних стендів;
- тощо.

Студентське самоврядування здійснюється на рівні студентської групи, факультету, гуртожитку, вищого навчального закладу. Залежно від контингенту студентів, типу та специфіки вищого навчального закладу студентське самоврядування може здійснюватися на рівні курсу, спеціальності, студентського містечка, структурних підрозділів вищого навчального закладу.
Вищим органом студентського самоврядування є загальні збори (конференція) студентів вищого навчального закладу, які:
- ухвалюють (затверджують) Положення про студентське самоврядування;
- обирають виконавчі органи студентського самоврядування;
- визначають структуру, повноваження, порядок обрання та термін повноважень виконавчих органів студентського самоврядування;
- заслуховують звіт виконавчих органів студентського самоврядування.

Виконавчий орган студентського самоврядування структурного підрозділу вищого навчального закладу обирається на загальних зборах (конференції) студентів цього підрозділу.
Органи студентського самоврядування можуть мати різноманітні форми (сенат, парламент, старостат, студентська навчальна (наукова) частина, студентські деканати, ради тощо).
Статутом вищого навчального закладу може бути передбачено укладення договору між керівництвом вищого навчального закладу, студентською профспілкою та органами студентського самоврядування.
Перелік діючого студентського самоврядування в Україні, висвітлення його діяльності та нормативно-правова регламентація наведена Міністерством освіти і науки України на офіційному сайті.

### Фінансове забезпечення
Фінансовою основою студентського самоврядування є кошти, визначені Вченою радою вишу в розмірі не менше 0,5 % коштів спеціального фонду вищого навчального закладу. Кошти органів студентського самоврядування спрямовуються на виконання їхніх завдань і повноважень, зокрема, не менш як 30 відсотків коштів мають витрачатися на підтримку наукової діяльності осіб, які навчаються у вищому навчальному закладі.

### Основні завдання
Основними завданнями органів студентського самоврядування є:
- забезпечення і захист прав та інтересів студентів, зокрема стосовно організації навчального процесу;
- забезпечення виконання студентами своїх обов'язків;
- сприяння навчальній, науковій та творчій діяльності студентів;
- сприяння створенню відповідних умов для проживання і відпочинку студентів;
- сприяння діяльності студентських гуртків, товариств, об'єднань, клубів за інтересами;
- організація співробітництва зі студентами інших вищих навчальних закладів і молодіжними організаціями;
- сприяння працевлаштуванню випускників;
- участь у вирішенні питань міжнародного обміну студентами;
- сприяння проведенню серед студентів соціологічних досліджень.

### Нормативно-правова база
Нормативно-правові акти, що регулюють студентське самоврядування:
- Закон України «Про освіту» від 05 вересня 2017 року № 2145-VIII;
- Закон України «Про вищу освіту» від 01 липня 2014 року № 1556-VII .

### Студентське самоврядування та громадянське суспільство
В Україні діють національні та місцеві об'єднання органів студентського самоврядування, наприклад:
- Українська студентська ліга;
- Українська асоціація студентів;
- Національний студентський союз;
- Студентська рада Буковини;
- Студентська рада Києва;
- Студентська рада Львова;
- Студенство Дніпра;

Існує практика громадських рад із числа представників студентських самоврядувань на національному рівні:
- з 22 листопада 2001 року по 9 червня 2008 року існувала Всеукраїнська студентська рада при Президенті України (консультативно-дорадчий орган);
- з 7 липня 2005 року діє Всеукраїнська студентська рада при Міністерстві освіти і науки України (як консультативно-дорадчий орган);
- з 10 грудня[джерело?] 2009 року діє Всеукраїнська студентська рада при Кабінеті Міністрів України, утворена 23 вересня[2] того ж року;
- діє об'єднана Рада студентського самоврядування аграрних ВНЗ III—IV рівнів акредитації Міністерства аграрної політики України[3][4].

Функціонують ради студентського самоврядування на рівні університетів, наприклад:
- Студентська колегія НаУКМА
- Студентський парламент КСУБГ
- Рада студентського самоврядування КНТЕУ.
- Студбратство ЖДУ.

### Історія нормативного визначення та законодавчого забезпечення
19 січня 2010 року Верховна Рада України прийняла Закон України № 1798-VI «Про внесення змін до Закону України „Про вищу освіту“ щодо питань студентського самоврядування», яким поповнила нормативно-правове забезпечення студентського самоврядування. 4 лютого Президент України підписав ці зміни, 10 лютого вони набрали чинності після публікації в «Голосі України» за № 23.

## Становище в інших країнах
Студентське самоврядування є формою самоорганізації студентів, самостійною громадською діяльністю, механізмом представництва й відстоювання своїх прав і, найголовніше, можливістю самореалізації студента як відкритої, цілеспрямованої та освіченої особистості.
Студентське самоврядування в європейських країнах
Студентське самоврядування в європейських країнах має такі відмінності від вітчизняного: широкі повноваження ОСС, які закріплені законодавчо та в статутах ВНЗ, а також є просто традиційними, ніде не зафіксованими; фінансування діяльності ОСС з боку адміністрації; відповідне забезпечення ОСС приміщенням, технікою, зв'язком; ОСС мають статус юридичної особи; прямі й таємні вибори до ОСС; відсутність студентських профспілок; інше ставлення адміністрації, викладачів та самих студентів до ролі студентства й студентського самоврядування.
У Великій Британії студентська спілка, студентський уряд або студентська рада існують у багатьох коледжах та університетах і часто мають власні будівлі або приміщення на території університету, займаються соціальною та організаційною діяльністю студентів. У деяких закладах студентські спілки за своїми формальними ознаками нагадують спілки праці, але фактично себе профспілками не позиціонують. Багато студентських спілок є вкрай заполітизованими. Відтак вони дуже часто відіграють роль навчальних центрів, які готують політиків, а також сприяють політичній кар'єрі своїх членів. У Великій Британії голова студентської ради, т. зв. «Sabbatical officer», є керівником, який працює повний робочий день і отримує заробітну плату. Більшість студентських рад також мають керівників, які працюють повний та неповний робочий день і не отримують зарплату: т. зв. «non-sabbatical officers». Всі студентські ради ВНЗ мають потужне фінансування. Матеріальну допомогу їм надають університети, державні установи, спонсори.
У Франції студенти мають можливість бути представленими у різноманітних установах вищої освіти на всіх інституційних рівнях. Крім того, студенти можуть вступати в об'єднання на кшталт асоціацій і синдикатів. Однак найпрестижнішим є представництво студентів на рівні університетів. Університет функціонує за допомогою трьох центральних рад: адміністративної ради, ради з питань навчання і університетського життя та наукової ради. Вибори до всіх трьох рад проводяться одночасно за окремими списками. Студенти обираються терміном на 2 роки, викладачі та адміністратор — на 4 роки. Студенти, обрані до цих рад, також представлені у різноманітних університетських комісіях, зокрема дисциплінарній та соціальній.
Студентський уряд у США тлумачать як лабораторію для самореалізації молоді в умовах жорстких ринкових відносин та глобалізації суспільства. З огляду на це в американських ВНЗ практикують регламентацію діяльності кожної організації власною, самостійно розробленою Конституцією та Статутом. Такий підхід сприяє вихованню поваги до Закону, навчає студентів поважати особисті права та свободи, толерантно ставитися до свобод і прав інших громадян, відповідально виконувати обов'язки, налагоджувати стосунки на основі тактовності, справедливості та чесної конкуренції. Так, наприклад, Студентська асоціація (The Student's Association (SA)) Гарвардської бізнес-школи є основним посередником між адміністрацією університету і студентською громадою. Окрім цього, студентська асоціація забезпечує ефективний зв'язок між студентами університету та іншими інституціями. Студентська асоціація опікується роботою 70 клубів, серед яких «Європейський клуб», «Асоціація Східної Європи», «Фінансист», «Гольф клуб» та ін.

## Публікації
- Презентація молодіжного об'єднання «Студентська рада Буковини»
- Студентське самоврядування в Україні — «показуха» для Болонського процесу?
- Правове регулювання інституту студентського самоврядування в Україні
- Український студент: партнер чи трофей у політичних змаганнях? [Архівовано 30 вересня 2007 у Wayback Machine.]
- Рада чи зрада? Студентські ради при можновладцях — мертві діти пострадянської демократії [Архівовано 30 вересня 2007 у Wayback Machine.]
- (О)Болонський процес: до Болоньї через хутір Михайлівський [Архівовано 30 вересня 2007 у Wayback Machine.]